# Marcey-les-Grèves
Marcey-les-Grèves é uma comuna francesa na região administrativa da Normandia, no departamento Mancha. Estende-se por uma área de 6,75 km². Em 2010 a comuna tinha 1 320 habitantes (densidade: 195,6 hab./km²).